# Light Years
Light Years је седми студијски албум аустралијске певачице Кајли Миног објављен 2000. године.

## Историја албума
углавном се сматра повратним албумом Миног, јер с њим се враћа поп коренима и врховима топ-листа. Званична статистика продаје албума каже да је продано 1.3 милиона примерака, док продуцент песме "Spinning Around" каже да је продато преко 2 милиона примерака албума.
Албум је постигао велики успех у Аустралији, где је доспео на 2. место октобра 2000. године, а за две недеље и на прво место, тако постајући први албум Миног који је доспео на прво место аустралијске листе. У Великој Британији је албум дебитовао на 2. месту тамошње лествице у октобру 2000. године. Идуће недеље пао је на 7. место, онда наставио да пада и тако се задржао на лествици 31 недеља. Добио је платинасту цертификацију због продатих барем 300.000 примерака.
У осталим државама је продаја албума скромнија. У Новом Зеланду је албум провео 5 недеља на лествици, а највише место му је осмо. У Шведској, за 5 недеља највиша му је позиција 25. место, а доспео је и на 24. место у Финској, 28. место у Швајцарској, 50. место у Француској и 71. место у Холандији.

## Синглови
"Spinning Around" најавни је сингл за албум објављен у јуну 2000. године. Дебитовао је на првом месту у Аустралији и Великој Британији. Пјесма је означила повратак Миног својим поп коренима. Видео-спот који приказује Миног како плеше у ноћном клубу у златним панталоницама започео је опседнутост таблоида за њом.
"On a Night Like This" је објављен у септембру 2000. године и дебитовао је на првом месту аустралијске и другом месту британске листе. Објављивање песме као сингл подударало се с Миногиним наступом на свечаном отварању Олимпијских игара 2000. у Сиднеју где је певала ту песму. Следеће недеље, кад је већ пала с врха лествице, песма се вратила на прво место у Аустралији.
У октобру 2000. године објављен је дует Миног са Робијем Вилијамсом, песма "Kids", коју су написали Роби Вилијамс и Гај Чејмберс, доспела је на друго место у Великој Британији и 5. место у Аустралији.
"Please Stay" објављена је као сингл у децембру 2000. и доспела је на 10. место у Великој Британији и 10. место у Аустралији. Миног је изводила ову песму на британском музичком програму Top of the Pops.
"Your Disco Needs You" друга је песма коју су написали Роби Вилијамс и Гај Чамберс за албум. Песма је постала мали хит кад је објављена као сингл у Немачкој. У Аустралији то је њено прво ограничено сингл издање, објављено је само 10.000 примерака. То се приметило и на лествици, јер сингл је дебитовао на 20. месту, затим пао на 45. место док није напустио лествицу.

## Списак песама
| №   | Назив                   | Аутор(и)                                              | Продуцент(и)         | Трајање |  |
| 1.  |                         | Ајра Шикман, Озборн Бингам, Кара ДиоГарди, Пола Абдул | Мајк Спенсер,        | 3.27    |  |
| 2.  |                         | Стив Торч, Грејем Стек, Марк Тејлор, Брајан Ролинг    | Стек, Тејлор         | 3.33    |  |
| 3.  |                         | Миног, Стив Андерсон                                  | Џони Даглас          | 3.37    |  |
| 4.  |                         | Даглас                                                | Даглас               | 3.57    |  |
| 5.  |                         | Миног, Гај Чејмберс, Роби Вилијамс                    | Чејмберс, Стив Пауер | 4.10    |  |
| 6.  |                         | Миног, Даглас                                         | Даглас               | 4.00    |  |
| 7.  |                         | Миног, Чејмберс, Вилијамс                             | Чејмберс, Пауер      | 3.32    |  |
| 8.  |                         | Миног, Ричард Станард, Џулијан Галагер, Џон Темис     | Станард, Галагер     | 4.08    |  |
| 9.  |                         | Миног, Андерсон                                       | Андерсон             | 3.43    |  |
| 10. |                         | Миног, Андерсон                                       | Марк Пикиоти         | 4.09    |  |
| 11. |                         | Пол Полити, Бари Вајт                                 | Станард, Галагер     | 3.24    |  |
| 12. |                         | Миног, Чејмберс, Меган Смит                           | Чејмберс, Пауер      | 3.32    |  |
| 13. | (са Робијем Вилијамсом) | Вилијамс, Чејмберс                                    | Чејмберс, Пауер      | 4.20    |  |
| 14. |                         | Миног, Станард, Галагер                               | Станард, Галагер     | 4.48    |  |

## Топ љествице
| Држава               | Највиша позиција |
| -------------------- | ---------------- |
| Аустралија ()        | 1                |
| Белгија (Ultratop Фландрија) | 44               |
| Ирска ()             | 13               |
| Мађарска ()          | 16               |
| Немачка ()           | 35               |
| Низоземска ()        | 71               |
| Нови Зеланд ()       | 8                |
| Пољска ()            | 33               |
| Финска ()            | 24               |
| Француска ()         | 50               |
| Шведска ()           | 25               |
| Швајцарска ()        | 28               |
| Велика Британија ()  | 2                |

## Продаје и сертификације
| Држава              | Сертификација | Продаја |
| ------------------- | ------------- | ------- |
| Аустралија ()       | 4× Платинаст  | 280.000 |
| Јужна Африка ()     | Златан        | 23.000  |
| Велика Британија () | Платинаст     | 475.000 |